# Ulica Midak
Ulica Midak (špa. El callejón de los milagros) je meksički film redatelja Jorgea Fonsa. Film je adaptacija istoimenog romana egipatskog književnika Nagiba Mahfuza. Scenarij je napisao Vicente Leñero.
Dobitnik je brojnih međunarodnih filmskih nagrada.

## Vanjske poveznice
- Ulica Midak u internetskoj bazi filmova IMDb-a